# 福島県立光南高等学校
福島県立光南高等学校（ふくしまけんりつ こうなんこうとうがっこう）は、福島県西白河郡矢吹町田町にある県立高等学校。

## 概要
福島県内で総合学科が設置された初めての高校に当たる。

## 設置学科
全日制課程
- 総合学科
  - 文理進学系列
  - 情報ビジネス系列
  - テクノアート系列（音楽・美術）
  - 福祉介護系列
  - スポーツ科学系列
  - 家庭系列

## 沿革
- 1949年4月1日 - 福島県立白河農業高等学校矢吹分校設置。農業科、家庭科（定時制）を設置
- 1950年4月1日 - 学校移管により校名を変更し、福島県立白河高等学校矢吹分校となる
- 1972年4月1日 - 普通科を設置
- 1977年4月1日 - 福島県立矢吹高等学校として独立
- 1996年4月1日 - 福島県立矢吹高等学校を閉校。福島県立光南高等学校開校し、総合学科を設置

## 部活動
運動部
- 野球部 - 開校と同時に創部され、2006年夏（第88回）に初出場を果たした。

2021年夏（第103回）では、前年まで独自大会を含めて夏の大会14連覇中の聖光学院高校を準々決勝で下し話題となった(その後決勝まで進むも日大東北高校にサヨナラ負けした)。
- 柔道部 - 講師の先生による指導にもかかわらず、インターハイ出場を経験している。

文化部
- チアリーダー・応援団部 - 2002年頃から本格的に活動をしており、今や光南高校にはかかせない部活動になっている。生徒主体の活動で町主催のお祭りなどにも出演している。
- シンセサイザー部 - 全国でも珍しいシンセサイザーを使った部活動があり、校内の活動以外にも全国まなびぴあ（開会式、閉会式）への出場や定期演奏会なども行っている。

## 交通
- JR東北本線矢吹駅下車。
  - スクールバスが矢吹駅・磐城石川駅・白河市表郷地区と学校間を運行している。

## 出身者
- 佐藤勇（プロ野球選手：元埼玉西武ライオンズ）
- 松本京志郎（プロ野球選手：元東北楽天ゴールデンイーグルス）
- 大竹風雅（プロ野球選手：福岡ソフトバンクホークス）
- 菊池拓斗（プロ野球コーチ）
- 高木エレナ（ハンドボール選手）

## 不祥事
- 同校野球部が、2011年の第93回秋季東北高校野球大会の福島県大会に出場中、2年生部員2名が喫煙し、菅波智之監督がこれを見咎めて、当該の部員を平手打ちにしていたことが発覚した。菅波監督と当該の部員は、9月19日の試合を欠場した[3]。